# 利亚娜·萨拉萨尔
利亚娜·米莱娜·萨拉萨尔·贝尔加拉（西班牙語：Liana Milena Salazar Vergara；1992年9月16日—），哥伦比亚女子职业足球运动员，司职中場，目前效力于圣塔菲独立俱乐部和哥伦比亚国家女子足球队。她曾代表哥伦比亚参加2024年夏季奥林匹克运动会女子足球比赛。